# Stefan Tseng
Stefan Tseng Ke Cheng (* 4. Februar 1990) ist ein ehemaliger singapurischer Leichtathlet, der sich auf den Dreisprung spezialisiert hat.

## Sportliche Laufbahn
Erste internationale Erfahrungen sammelte Stefan Tseng im Jahr 2005, als er bei den Jugendweltmeisterschaften in Marrakesch mit einer Weite von 14,10 m in der Qualifikationsrunde im Dreisprung ausschied. 2007 belegte er bei den Jugendweltmeisterschaften in Ostrava mit 15,54 m den vierten Platz und im Jahr darauf brachte er bei den Juniorenweltmeisterschaften in Bydgoszcz in der Vorrunde keinen gültigen Versuch zustande. 2009 gelangte er bei den Asienmeisterschaften in Guangzhou mit 15,58 m auf den achten Platz und wurde anschließend bei den Südostasienspielen in Vientiane mit 16,03 m Vierter. 2011 belegte er bei den Südostasienspielen in Palembang mit 15,72 m den fünften Platz, wie auch bei den Hallenasienmeisterschaften 2012 in Hangzhou mit 14,76 m. 2015 erreichte er bei den Südostasienspielen in Singapur mit 15,52 m den fünften Platz und beendete daraufhin seine aktive sportliche Karriere im Alter von 25 Jahren.

## Persönliche Bestleistungen
- Dreisprung: 16,04 m (−1,3 m/s), 26. April 2009 in Paroi (singapurischer Rekord)
  - Dreisprung (Halle): 15,18 m, 4. März 2006 in Birmingham